# Stemma di Cuba
Lo stemma di Cuba, adottato per la prima volta nel 1848 è il simbolo araldico ufficiale del Paese. Cuba è l'unico degli ultimi paesi socialisti ancora esistenti a non utilizzare uno stemma costituito dall'araldica socialista, infatti, dopo la Rivoluzione cubana del 1959 l'emblema non fu né sostituito e né tanto meno oggetto di alcuna modifica. 

## Descrizione
Tale stemma consiste in uno scudo issato su un fascio littorio coronato da un berretto frigio, il tutto supportato da un ramo di quercia da un lato e uno di alloro dall'altro. Lo stemma fu creato da Miguel Teurbe Tolón, su richiesta del generale venezuelano Narciso López, e adottato il 21 aprile del 1906.
Lo scudo è diviso in tre parti: nel capo è raffigurata una chiave su uno sfondo di mare blu con due rocce ai lati, a simboleggiare la posizione geografica di Cuba tra le penisole della Florida e dello Yucatán. Il sole che sorge sullo sfondo simboleggia la nascita di una nuova repubblica. La parte in basso a sinistra a strisce bianche e blu rappresenta la divisione in stati dell'isola durante il periodo coloniale. La parte in basso a destra raffigura un paesaggio cubano con al centro una palma.
Nella sezione in basso a sinistra ci sono cinque strisce oblique: due bianche e tre azzurre. Queste ultime stanno a rappresentare i tre dipartimenti in cui Cuba era suddivida al momento dell'adozione dello stemma. Nella sezione a destra compaiono una palma reale, simbolo di fertilità, e, sullo sfondo, due monti.
Lo stemma è ornato a sinistra da un ramo di leccio e a destra da uno di alloro.